# غراهام باين
غراهام باين (بالإنجليزية: Graham Bayne)‏ (22 أغسطس 1979 بكيركالدي في المملكة المتحدة - ) هو لاعب كرة قدم بريطاني في مركز الهجوم. لعب مع دونفرملين أثلتيك وريث روفرز ونادي إنفرنيس ونادي دندي ونادي روس كاونتي وWick Academy F.C. ‏ وإلغين سيتي ‏ ونادي اربوراث.

## وصلات خارجية
- غراهام باين على موقع قاعدة بيانات كرة القدم.إي يو (الإنجليزية)
- غراهام باين على موقع Soccerbase.com (لاعب) (الإنجليزية)